# Bolesław Pobożny

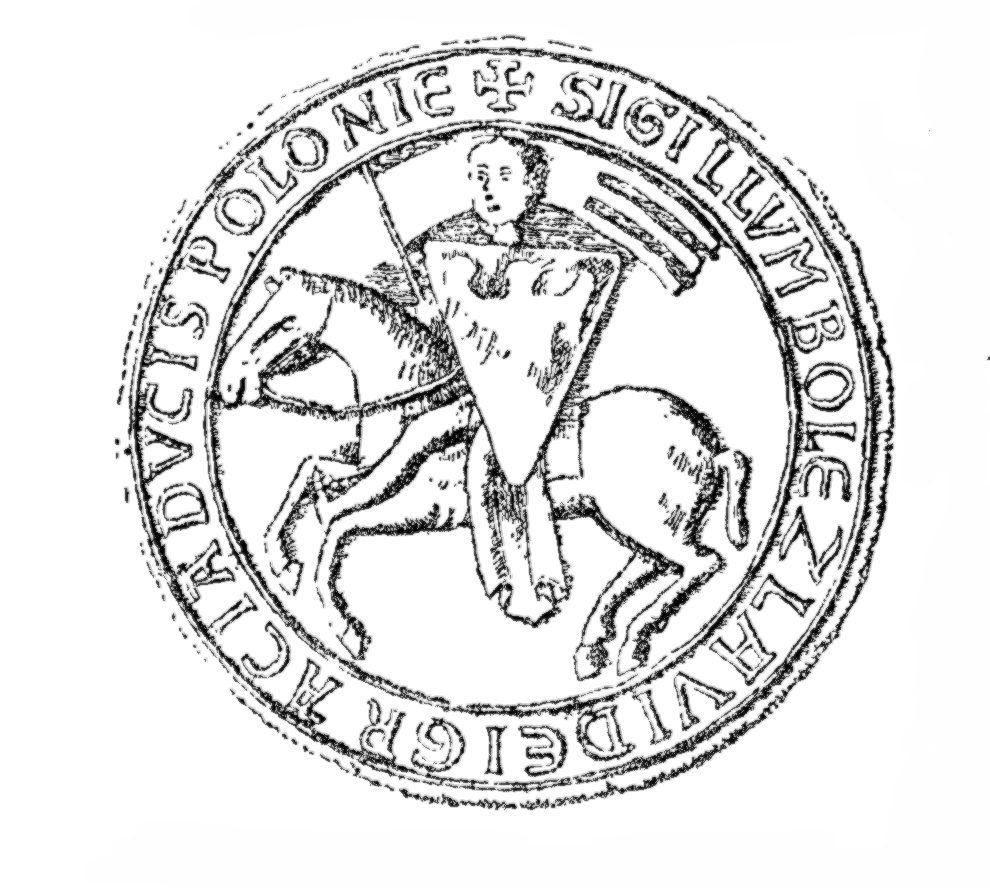
Pieczęć konna Bolesława Pobożnego, 1258

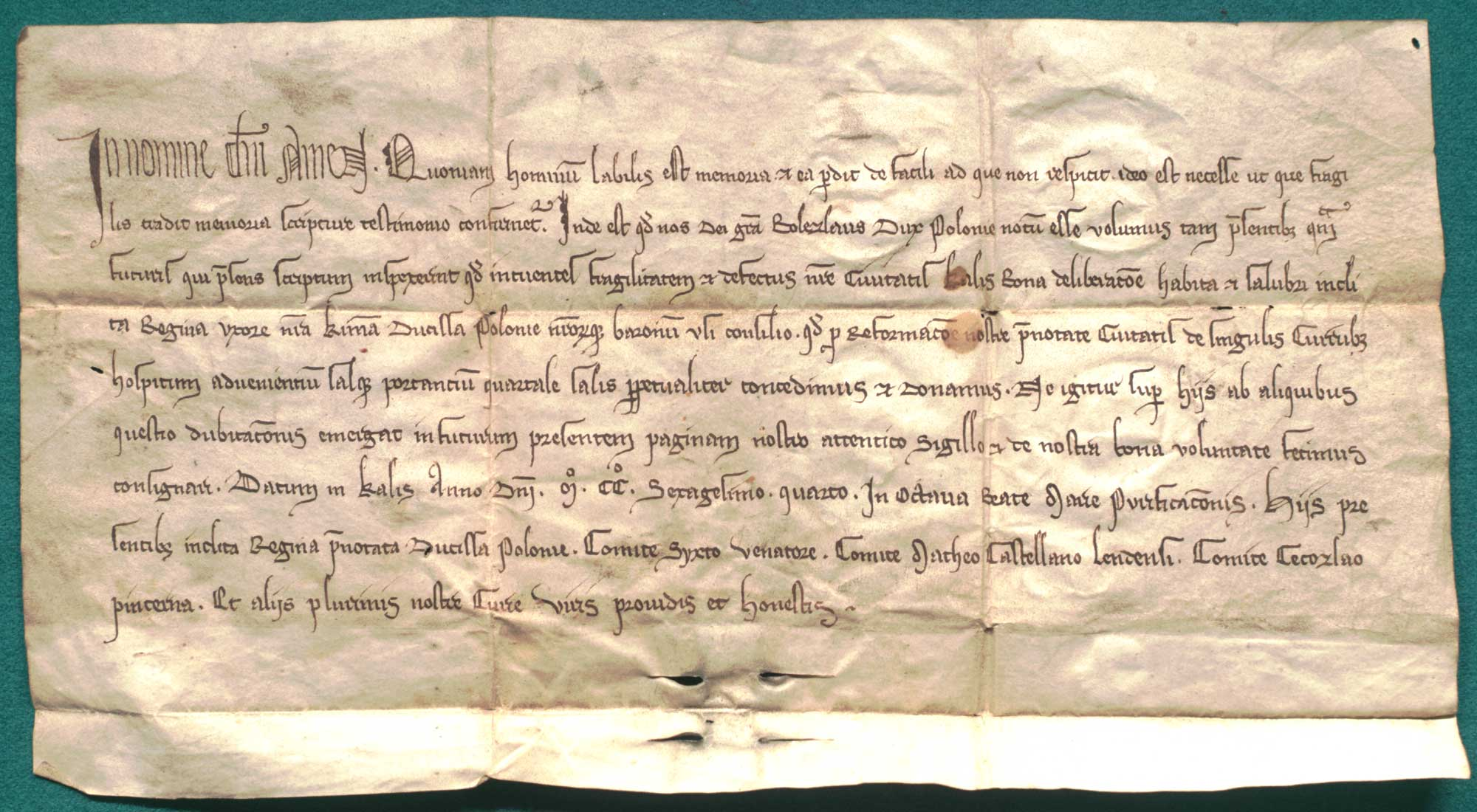
Dokument nadający Kaliszowi prawo poboru ćwierci soli od przebywających tam kupców, sygnowany przez Bolesława

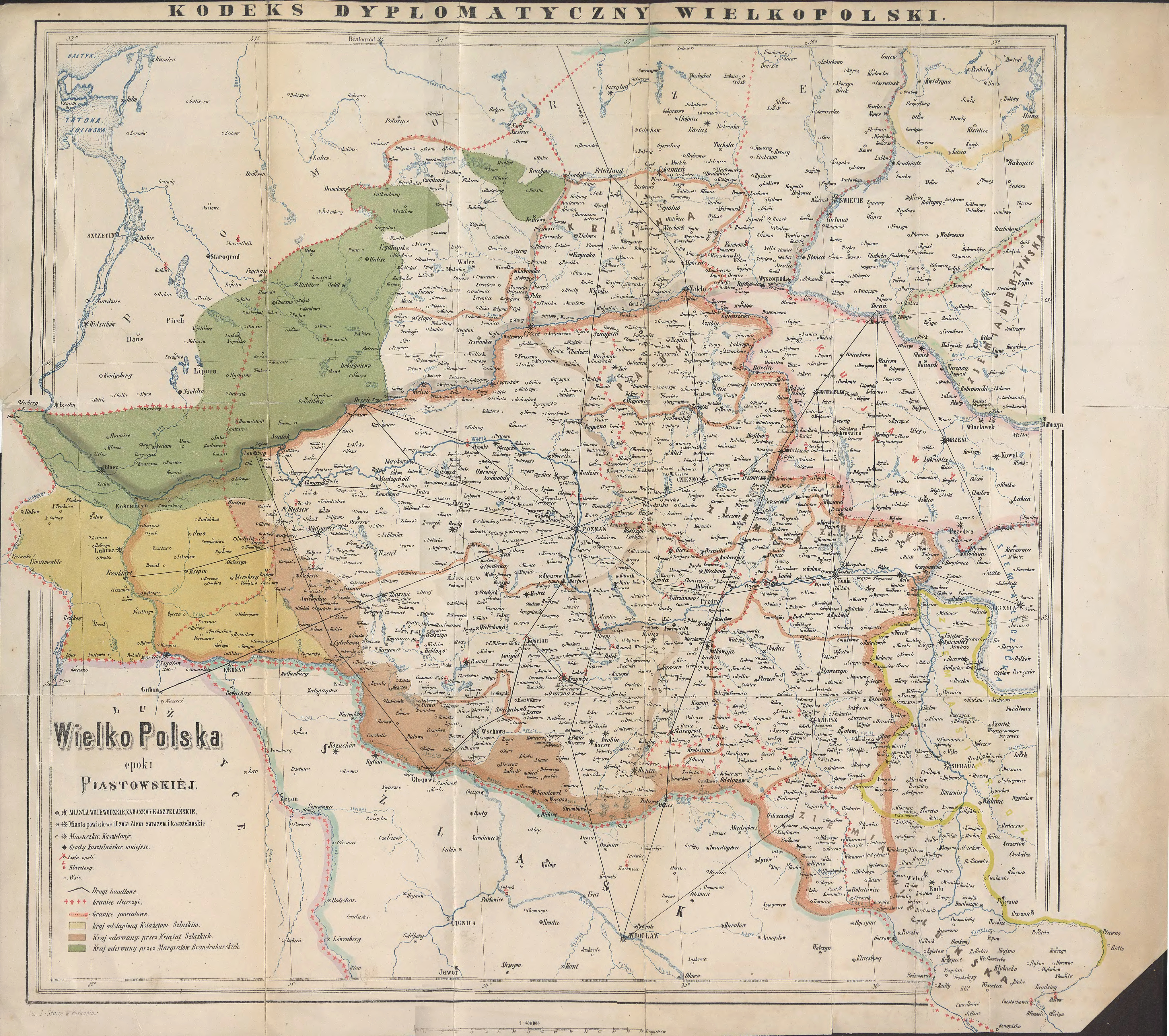
Historyczna mapa średniowiecznej Wielkopolski sporządzona w 1888 roku według danych zaczerpniętych z Kodeksu dyplomatycznego.

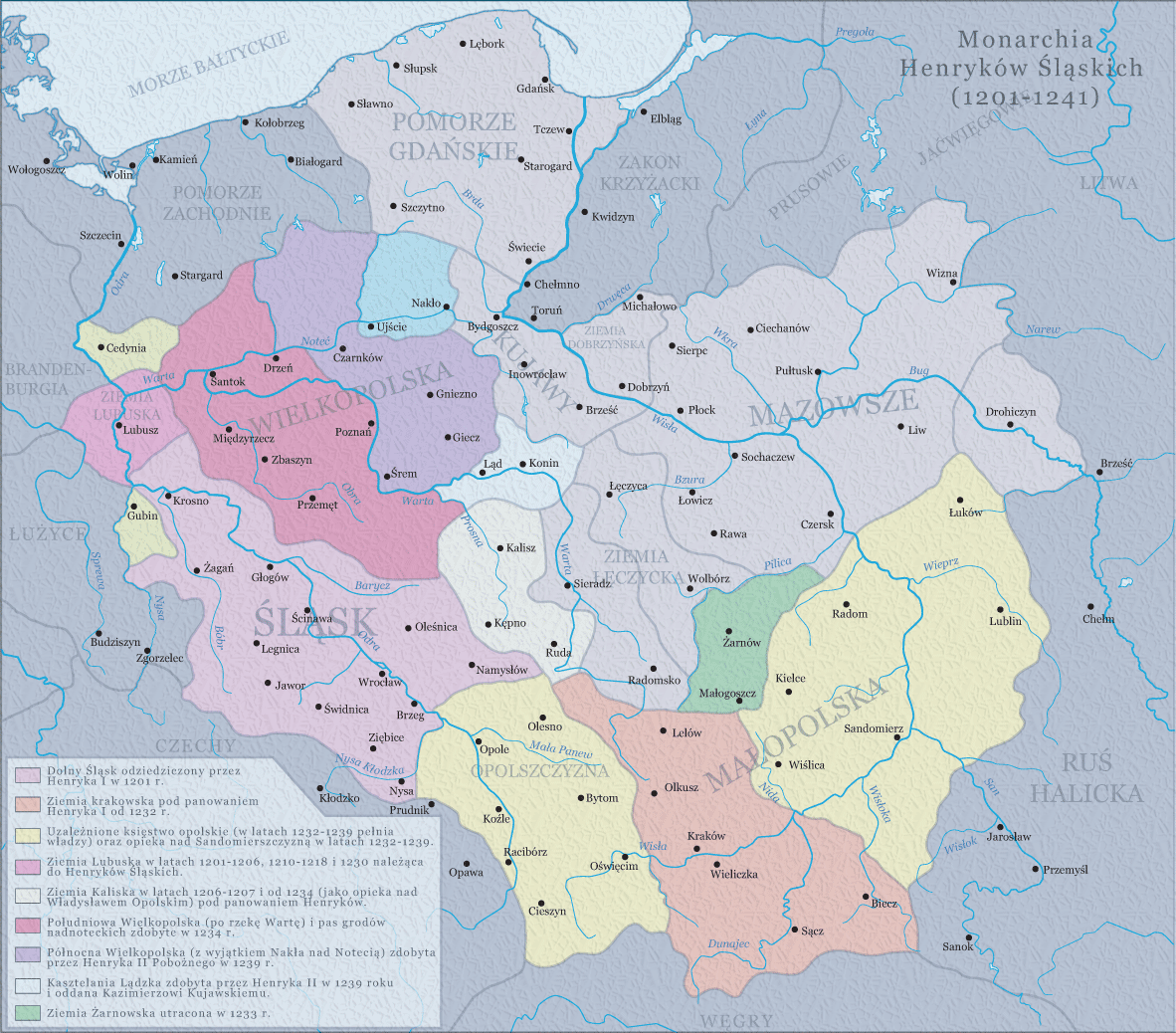
Księstwa polskie za czasów Bolesława Pobożnego

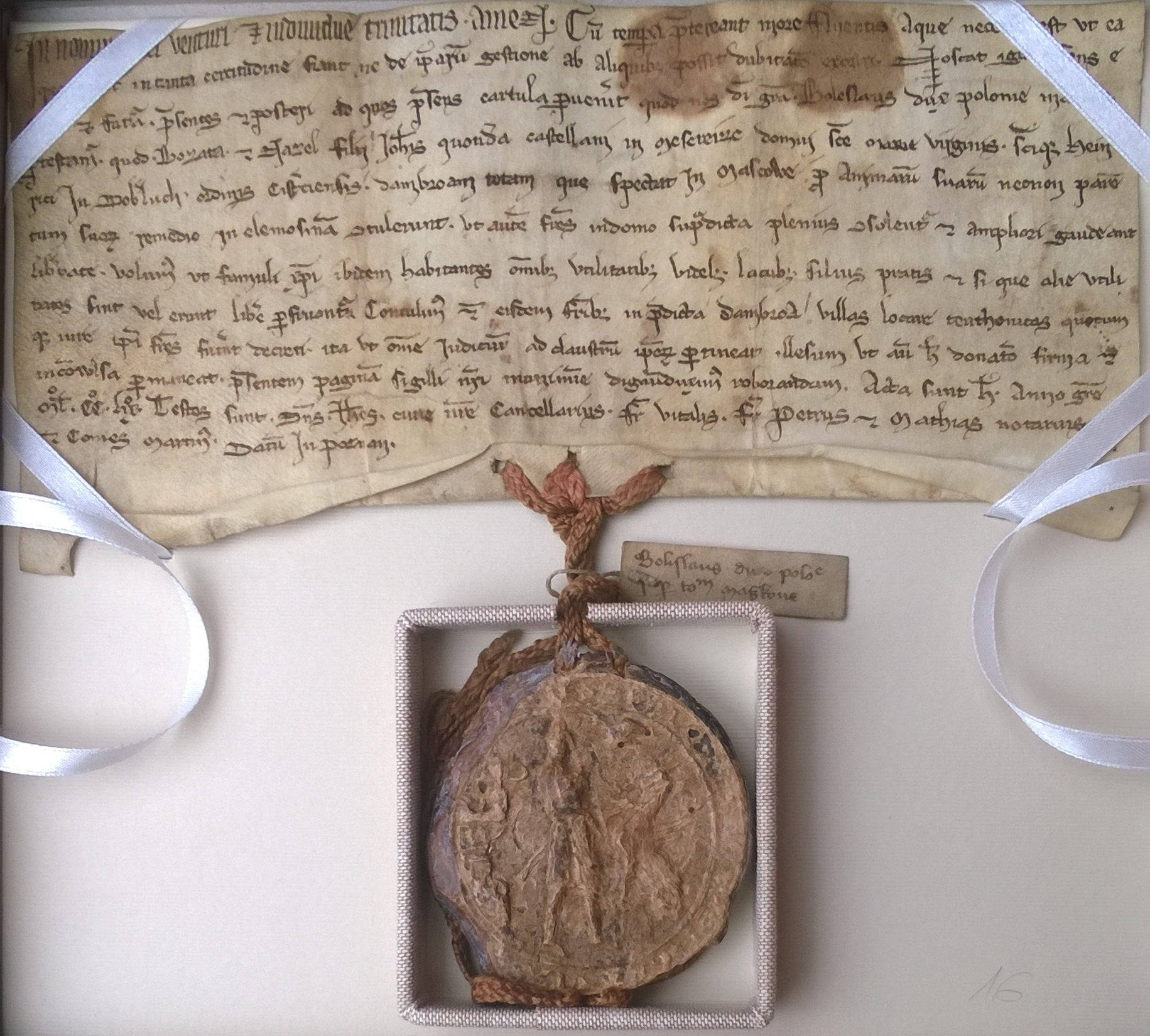
Dokument wystawiony przez Bolesława Pobożnego w 1259

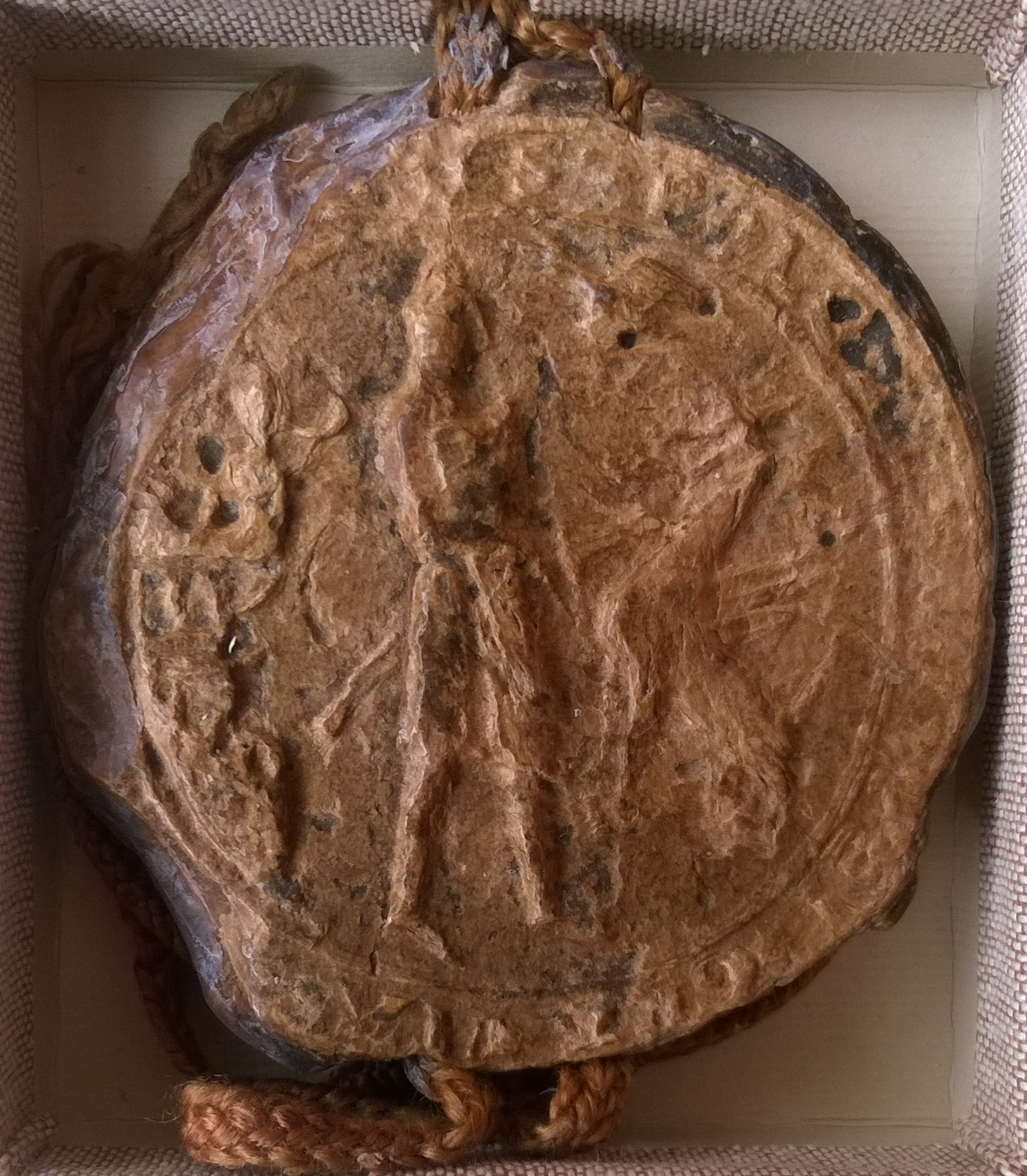
Pieczęć Bolesława Pobożnego dołączona do dokumentu z 1259

Bolesław Pobożny (ur. między 1224 a 1227, zm. 13 lub 14 kwietnia 1279 w Kaliszu) – książę wielkopolski w latach 1239–1247 (według niektórych historyków tylko książę na Ujściu od 1239 do 1241), książę kaliski w latach 1247–1249, książę gnieźnieński w latach 1249–1250, w latach 1250–1253 usunięty, książę gnieźnieńsko-kaliski w latach 1253–1257, w całej Wielkopolsce w latach 1257–1273, od 1261 w Lądzie, książę regent na Mazowszu w latach 1262–1264, w Bydgoszczy w latach 1268–1273, w Inowrocławiu w latach 1271–1273, od 1273 książę gnieźnieńsko-kaliski.

## Genealogia i przydomek
Bolesław Pobożny był drugim pod względem starszeństwa synem księcia wielkopolskiego Władysława Odonica (prawnukiem założyciela wielkopolskiej linii Piastów Mieszka III Starego) i Jadwigi wywodzącej się być może z pomorskiego rodu Święców (mogła to być córka rządcy Pomorza Gdańskiego: Mściwoja I). Nie wiadomo kiedy dokładnie się urodził, musiało to jednak nastąpić pomiędzy 1224 a 1227 rokiem. Imię otrzymał bardzo popularne w dynastii, nie wiadomo więc dokładnie, po którym przodku je nosił. Bardzo szybko przylgnął do niego przydomek Pobożny (łac. Pius) nadany jeszcze za życia wielkopolskiego Piasta przez Rocznik kapituły poznańskiej.
| 4. Odon Mieszkowic zm. 20 kwietnia 1194                                           |  |                                                       |  |  |                                                 |
|                                                                                   |  | 2. Władysław Odonic zm. 5 czerwca 1239                |  |  |                                                 |
| 5. Wyszesława halicka                                                             |  |                                                       |  |  |                                                 |
|                                                                                   |  |                                                       |  |  | 1. Bolesław Pobożny zm. 13 lub 14 kwietnia 1279 |
| 6. Mściwoj I gdański zm. 1 maja 1219 lub 1220 ew. Świętopełk morawski zm. p. 1201 |  |                                                       |  |  |                                                 |
|                                                                                   |  | 3. Jadwiga gdańska (ew. morawska) zm. 29 grudnia 1249 |  |  |                                                 |
| 7. Zwinisława zm. 4 września 1240 ew. nieznany przodek                            |  |                                                       |  |  |                                                 |
|                                                                                   |  |                                                       |  |  |                                                 |

## Dzieciństwo (1224–1239)
Z pewnością pierwsze lata po urodzeniu nie były dla Bolesława zbyt łatwe, gdyż młody książę musiał dzielić trudne koleje losu walczącego zażarcie o tron wielkopolski Władysława Odonica. Niemniej ojciec zadbał należycie o wychowanie potomka, gdyż mamy dowody, że Bolesław, tak jak i jego starszy brat Przemysł I posiedli umiejętność czytania i pisania po łacinie.

## Okres współrządów z bratem (1239–1247)
W 1239 braci zaskoczyła śmierć ojca i Bolesław, jako niepełnoletni, znalazł się pod opieką Przemysła I. Z początku dziedzictwo obu braci było niewielkie, obejmowało bowiem tylko północno-wschodnią Wielkopolskę z Nakłem i Ujściem. W 1241 Władysławowice rozpoczęli jednak skuteczną rewindykację straconych za czasów ojca ziem. Do 1243 odzyskali większość ziem księstwa poznańskiego i gnieźnieńskiego, 1244 Kalisz, 1247 Santok, 1249 Rudę. W 1244 poparł Bolesław brata w konflikcie, jaki wybuchł pomiędzy rycerstwem a duchowieństwem kierowanym przez biskupa poznańskiego Boguchwała II o przywileje immunitetowe wydane przez Władysława Odonica w 1237. Od 24 kwietnia 1245 można mówić o Bolesławie jako pełnoletnim, gdyż podczas uroczystej mszy ku czci św. Wojciecha w Gnieźnie, celebrowanej przez arcybiskupa Pełkę, Przemysł I pasował go na rycerza.

## Pod opieką brata. Książę kaliski i gnieźnieński (1247–1257)
Stan niepodzielności księstwa z pewnością nie podobał się Bolesławowi i w końcu w 1247 udało mu się przekonać brata do oddania sobie własnej dziedziny. Był to zamek Kalisz wraz z przyległościami rozciągającymi się od rzeki Prosny aż do Przemętu i dalej w stronę północną aż do rzeki Warty i stąd aż do rzeki Obry, czyli mówiąc skrótowo księstwo kaliskie. Podział ten, mimo że raczej krzywdzący Bolesława, został zatwierdzony przez kościół i za jego naruszenie groziła ekskomunika. Pomimo wydzielenia własnej dzielnicy Bolesławowi politykę zagraniczną pozostawił Przemysł I w swoich rękach, co najjaskrawiej objawiło się przy próbie odzyskania przez młodszego z braci kasztelanii lądzkiej znajdującej się w rękach Kazimierza kujawskiego (było to wiano jakie podarował poprzedni suweren tych ziem Henryk II Pobożny Kazimierzowi Konradowicowi wraz z ręką swojej córki, decyzji tej nie uznali z początku obaj synowie Władysława Odonica, lecz z czasem Przemysł I w odróżnieniu od Bolesława z faktem tym się pogodził, a nawet więcej związał się z sojuszem z kujawskim księciem, co skutecznie torpedowało wszelkie próby zmiany przynależności spornej ziemi). W 1249 Bolesław Pobożny, niezadowolony z nadmiernej opieki brata, wymógł na nim nowy podział ojcowizny. Otrzymał wówczas księstwo gnieźnieńskie, kaliskie zaś powiększone właśnie o odzyskaną od książąt opolskich Rudę wróciło pod panowanie starszego z synów Władysława Odonica. Nowy podział musiał odbyć się w zgodzie, skoro jeszcze w tym samym roku obaj bracia wspólnie udzielili pomocy księciu głogowskiemu Konradowi walczącego z Bolesławem II Rogatką. 19 maja 1250 doszło jednak do niewyjaśnionego do tej pory zdarzenia, bowiem – jak nas informuje „Kronika wielkopolska” – Przemysł pojmał brata swego Bolesława i zajął wszystkie jego warownie i grody. Konflikt z pewnością do błahych nie należał, skoro Bolesław odzyskał wolność dopiero 20 kwietnia 1253. Stało się do na skutek nacisków możnych i duchowieństwa wielkopolskiego. Do ostatecznej ugody doszło w maju tego roku na wiecu w Pogorzelicy, koło Giecza, gdzie dzięki mediacji arcybiskupa gnieźnieńskiego Pełki otrzymał odpowiednią do jego ambicji dzielnicę, tj. księstwo gnieźnieńsko-kaliskie. Od tej pory współpraca między braćmi odbywała się bez zgrzytów, chociaż nadal Bolesław nie mógł realizować swoich celów polityki zagranicznej. Wspólnymi akcjami były wyprawa we wrześniu 1254 wraz Konradem głogowskim na dzielnicę wrocławską Henryka III Białego, oraz wojna wraz z innymi książętami polskimi (w działaniach brali udział: Kazimierz I kujawski, Siemowit I mazowiecki, Bolesław V Wstydliwy) przeciwko księciu pomorskiemu Świętopełkowi.

## Samodzielne rządy. Książę wielkopolski (1257–1279)

### Polityka zagraniczna
Śmierć Przemysła I (4 czerwca 1257) otworzyła przed Bolesławem Pobożnym nowe horyzonty. Przede wszystkim Bolesław objął bez przeszkód rządy nad całością Wielkopolski. Wprawdzie Przemysłowi I 14 października 1257 urodził się pogrobowy syn Przemysł II, lecz do czasu osiągnięcia przez niego pełnoletniości opiekę nad bratankiem objął Bolesław. Pierwszym jawnym akcentem samodzielnej polityki Bolesława Pobożnego było małżeństwo zawarte w 1258 z córką władcy Węgier, Beli IV, Jolentą Heleną. Małżeństwo to spowodowało związanie się Bolesława z Węgrami i pomoc w konflikcie Arpadów z Czechami o spadek po Babenbergach (sojusz ten spowodował solidne spustoszenie Wielkopolski zimą 1267/68 przez wojska wracającego z wyprawy pruskiej Przemysła Ottokara II. Jednym z etapów tej wojny była również wyprawa podjęta wraz z Bolesławem Wstydliwym i Leszkiem Czarnym jesienią 1273 na dzierżawy Władysława opolskiego, sojusznika Przemyślidy).

### Stosunki z Piastami kujawskimi i mazowieckimi
W latach 1258–1261 Bolesław zaangażował się w długotrwałą i wyniszczającą wojnę z Kazimierzem I Kujawskim i jego sprzymierzeńcem Świętopełkiem pomorskim o kasztelanię lądzką. W tym celu książę wielkopolski sprzymierzył się z Warcisławem III księciem zachodniopomorskim, Siemowitem mazowieckim, Bolesławem Wstydliwym i Romanem księciem halickim. Wojna zakończyła się pełnym zwycięstwem i powrotem spornej kasztelanii do Wielkopolski – część wróciła dzięki układowi rozejmowemu z 29 listopada 1259, jednak Kazimierz zwlekał z wykonaniem postanowień tego układu, co doprowadziło w 1261 do nowej wyprawy zakończonej zajęciem całości kasztelanii. W 1262, wobec tragicznej śmierci z rąk litewskich Siemowita mazowieckiego i niewoli jego syna Konrada II Czerskiego, książę wielkopolski objął dwuletnią regencję nad Mazowszem. Do ponownej interwencji Bolesława w sprawy Kujaw doszło w 1268. Otóż syn księcia Kazimierza Siemomysł dopuszczał do ważniejszych stanowisk państwowych możnych pochodzenia niemieckiego, co w oczywisty sposób nie podobało się miejscowym. Bojąc się utracić tron Siemomysł oddał Bolesławowi w zamian za mediację kasztelanię kruszwicką, lecz wobec trwania księcia inowrocławskiego przy swojej polityce, wkrótce doszło do nowego buntu i zajęcia na dwa lata (1271–1273) przez Bolesława Inowrocławia. Wprawdzie w 1273 oddał księstwo bratu Siemomysła Leszkowi Czarnemu, lecz Radziejów i Kruszwica pozostały przy Wielkopolsce.

### Wojna z Brandenburgią
Na czoło polityki zagranicznej bardzo szybko wysunęła się sprawa stosunków z Brandenburgią. Z początku Bolesław próbował kontynuować politykę Przemysła I doprowadzając w 1260 do małżeństwa najstarszej córki brata – Konstancji z Konradem z dynastii askańskiej. Jako wiano (była to cena powstrzymania agresywnej polityki Brandenburczyków, podjęta za zgodą wiecu rycerstwa w Poznaniu 1 lipca 1260) została przekazana dynastii askańskiej kasztelania santocka, lecz bez tego  grodu. Zawarty z tak dużym nakładem sił i środków układ został złamany już w 1265 przez stronę niemiecką, kiedy to zajęli oni dzięki zdradzie jakichś bliżej nieznanych Niemców przygraniczną fortecę. Dzięki natychmiastowej interwencji dyplomatycznej Bolesława doszło wkrótce do nowego układu, na mocy którego Polacy spalili umocnienia brandenburskiego Drezdenka, zaś Niemcy umocnienia Santoka. W 1269 walki z Brandenburgią wybuchły z nową siłą. Niemcy wybudowali silny gród w Sulęcinie, Bolesław zaś w odpowiedzi wzmocnił umocnienia Międzyrzecza. Szturm Międzyrzecza podjęty przez Ottona został skutecznie odparty i mógł Bolesław w grudniu 1269 spustoszyć ziemię lubuską (Podczas tej wyprawy spalono m.in. nowo wybudowany gród w Sulęcinie). Obie strony odbudowały też grody w Santoku (Niemcy) i Drezdenku (Polacy). Ten drugi został w 1270 opanowany przez Brandenburgię. Z tego też powodu na wiosnę 1271 Bolesław zorganizował wielką wyprawę na kasztelanię santocką i Nową Marchię (pustosząc te ziemie straszliwie) strat jednak z poprzedniego roku nie odzyskał. Wojna z Askańczykami nie została ograniczona tylko do pogranicznych terenów wielkopolskich. W 1272 ruszył na pomoc zagrożonemu ze strony Brandenburczyków Mściwojowi II i odzyskał dla niego opanowany przez wspólnych wrogów Gdańsk. Podłożyło to podwaliny do ściślejszej współpracy wielkopolsko-pomorskiej zakończonej już po śmierci Bolesława Pobożnego podpisaniem układu w Kępnie. W tym samym roku ruszyła jeszcze jedna wyprawa przeciw Brandenburgii. Nominalne dowództwo objął nad nią młody, zaledwie szesnastoletni bratanek Przemysł II, faktycznie wyprawą kierowali doświadczeni dowódcy tacy jak wojewoda poznański Przedpełk Łodzia, czy kasztelan kaliski Janek. Przedsięwzięcie odniosło sukces, gdyż odzyskano Drezdenko i Strzelce Krajeńskie. Ostatnią kampanię przeciwko Brandeburczykom Bolesław podjął latem 1278, docierając aż pod Myślibórz i zdobywając ostatecznie Santok.

### Stosunki z Przemysłem II
W 1273 po zwycięskiej wyprawie przeciw Brandenburgii Przemysł II zaczął nalegać na stryja, aby ten wydzielił mu ojcowiznę. Ten pod presją możnych wyraził na to zgodę i wydzielił mu dzielnicę poznańską. Chcąc związać bratanka ze swoją polityką, ożenił go z Ludgardą, córką księcia meklemburskiego Henryka Pielgrzyma, a wnuczką księcia zachodniopomorskiego Barnima I. Małżeństwo to miało wesprzeć antybrandenburski sojusz z Pomorzem Zachodnim. Polityczne drogi książąt wielkopolskich rychło się jednak rozeszły, gdyż Przemysł II związał się z Henrykiem IV Probusem, zaś Bolesław korzystając z uwięzienia śląskiego Piasta w 1277 próbował wymusić na nim ustępstwa finansowe. Politykę tę wsparł Bolesław, wydając swoją pierworodną córkę Elżbietę za księcia legnickiego Henryka V Brzuchatego. Nie mając jednak męskiego potomka, pozostawił całość swojego dziedzictwa jedynemu bratankowi.

## Polityka wewnętrzna
Bolesław zasadniczo kontynuował politykę Przemysła I utrzymując na stanowiskach dostojników przez niego mianowanych. Dbał też o dobre stosunki z kościołem usiłując wpływać na obsadę co ważniejszych stanowisk, lecz nie za cenę większych zadrażnień. Był szczodrym dla duchowieństwa, a szczególnie upodobał sobie franciszkanów, czego wyrazem było sprowadzenie ich w 1259 do Gniezna. Rozpoczął też fundację klarysek w Gnieźnie, dokończoną już za czasów Przemysła II. W 1264 wydał ważne prawo regulujące sprawę zamieszkiwania na obszarze jego księstwa Żydów – Statut kaliski. Zawarto tam m.in. sprawy sądownicze, handlowe i stosunków wzajemnych z chrześcijanami.

## Śmierć
Bolesław Pobożny, książę wielkopolski, zmarł 13 lub 14 kwietnia 1279 roku w Kaliszu, został zaś pochowany w katedrze w Poznaniu. Przed śmiercią przekazał ostatnią wolą rządy w księstwie gnieźnieńsko-kaliskim swemu bratankowi oraz opiekę nad żoną Jolentą Heleną i swoimi trzema córkami:
- Elżbietą, w chwili śmierci ojca zamężną z Henrykiem V Brzuchatym,
- Jadwigą, wydaną przez Przemysła II za Władysława Łokietka, późniejszą królową Polski,
- Anną, która wstąpiła do klasztoru klarysek w Gnieźnie.

Na zawsze pozostanie Bolesław w pamięci, jako władca wybitny, wyróżniający się znacznie z długiego szeregu bezbarwnych Piastów z okresu rozbicia dzielnicowego. Był on jak napisał kronikarz wielkopolski maximus triumphator de Theutonicis, czyli bardzo wielkim zwycięzcą Niemców.

## Fundacje
- kościół św. Stanisława Biskupa i Męczennika w Kaliszu
- katedra św. Mikołaja Biskupa w Kaliszu